# Mam
El mam és una llengua maia parlada pels mams, un poble de cultura maia que habita en a l'estat mexicà de Chiapas i als departaments guatemalencs de Quetzaltenango, Huehuetenango, San Marcos, i Retalhuleu. També hi ha uns milers de parlants mam a Califòrnia, Estats Units.

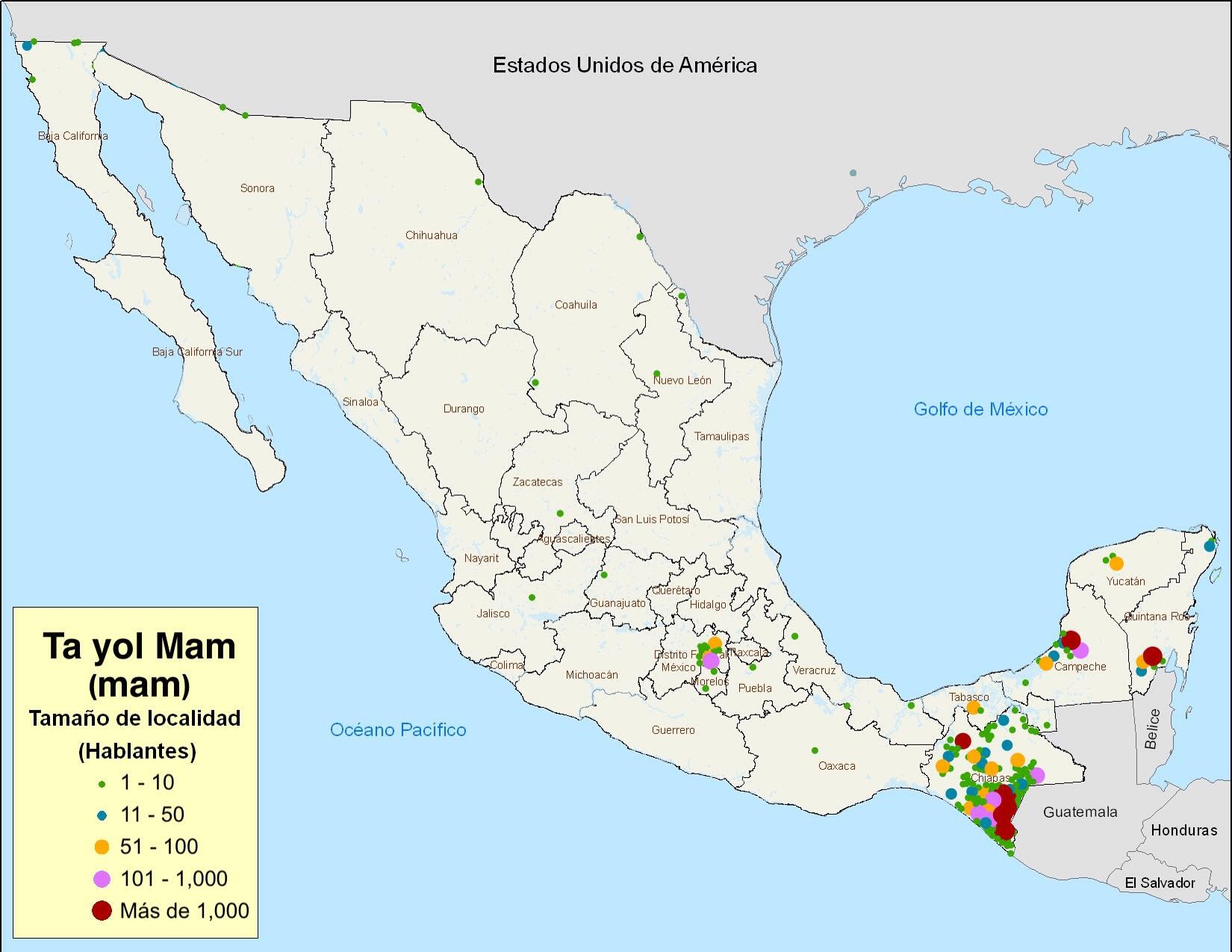
Els mam a Mèxic

## Classificació
El mam és força proper al tektitek, i les dues llengües formen part del grup mam, i juntament amb les llengües del grup ixil, és a dir, l'awakatek i l'ixil, formen la sotsbranca Gran Mam. Plegats, les branques Gran Mam i Gran Quitxé (que aplega 10 llengües maies, inclòs el quitxé) formen la branca quitxé-mam.

## Dialectes
Nora C. England (1983) reconeix tres grans grups de dialectes mam.
- Mam septentrional al sud del departament de Huehuetenango. És la divisió dialectal menys conservadora segons Terrence Kaufman (England 1983:6).
- Mam meridional al departament de Quetzaltenango i al departament de San Marcos.
- Mam Occidental al nord-oest del departament de San Marcos. El tektitek té intel·ligibilitat mútua amb aquest grup dialectal.

A causa de la política colonial espanyola que va imposar càstigs sever en l'ús escrit de la llengua indígena el llenguatge pot variar molt d'un llogaret a un altre. A causa de la falta d'un dialecte escrit estandarditzat durant tota l'època colonial els diferents pobles van desenvolupar accents regionals que van evolucionar en dialectes diferenciats complets, tot i que els pobles poden estar a només uns pocs quilòmetres de distància l'un de l'altre. D'altra banda el poble mam han ocupat contínuament el seu territori actual, molt abans de la conquesta espanyola, possiblement ja en el 500 dC, segons el lingüista Terrence Kaufman (England 1983:6). Això explicaria la gran diversitat dialectal entre els idiomes mam. No obstant això la mútua intel·ligibilitat, encara que difícil, és possible a través de la pràctica (England 1983).

## Distribució
El mam és parlat a 64 comunitats en 4 departaments. Entre les llengüe veïnes hi ha el jakaltek i el q'anjob'al al nord, Tektitek a l'oest, i ixil, awatek, sipakapense, i k'iche a l'est.
| Departament de Quetzaltenango - San Miguel Sigüilá - Concepción Chiquirichapa - Génova - El Palmar - San Juan Ostuncalco - Cajolá - San Martín Sacatepéquez - Colomba - Flores Costa Cuca - Huitán - Palestina de Los Altos - Cabricán Departament de Huehuetenango - San Ildefonso - Ixtahuacán - Cuilco - Tectitán - San Pedro Necta - San Sebastián Huehuetenango - Malacatancito - Todos Santos Cuchumatán - San Rafael Petzal - Colotenango - Santa Bárbara - San Juan Atitán - Aguacatán - San Gaspar Ixchil - La Libertad - La Democracia - Huehuetenango - Chiantla - Santiago Chimaltenango - San Juan Ixcoy | Departament de San Marcos - San Antonio Sacatepéquez - San Lorenzo - Tejutla - San Rafael Pie de La Cuesta - San Pedro Sacatepéquez - La Reforma - El Quetzal - Sibinal - San José Ojetenam - Pajapita - San Cristobal Cucho - Nuevo Progreso - San Marcos - Concepción Tutuapa - San Pablo - Ixchiguan - San Miguel Ixtahuacán - Tacaná - Tajumulco - Catarina - Esquipulas Palo Gordo - Malacatán - Río Blanco - Comitancillo departament de Retalhuleu - El Xaw - Santa Ines - Sibaná - San Miguelito - Nueva Cajolá - San Roque |

## Fonologia

### Vocals
El mam té 10 vocals, 5 curtes i 5 llargues:
| Curtes        | Anterior | Central | Posterior |
| ------------- | -------- | ------- | --------- |
| Tancada       | ii /iː/  | u /ʉ/   | uu /u͍ː/   |
| Quasi tancada | i /ɪ/    |         |           |
| Mitjana       | ee /eː/  |         | oo /o͍ː/   |
| Semioberta    | e /ɛ/    |         | o /ɔ/     |
| Oberta        |          | a /ä/   | aa /ɑ͍ː/   |

- La vocal mitjana central és un al·lòfon d'a, e i u curtes que pot ocórrer en la síl·laba seguida una vocal llarga tònica.

Com a moltes llengües maies, la longitud vocàlica és contrastiva, i les vocals llargues i curtes tenen valors fonèmics diferents i es tracten com a vocals separades. Les versions llargues les vocals posteriors /o/, /u/, /ɑ/, transcrits com a [oo], [uu], i [aa] estan lleugerament comprimides i es pronuncien com /o͍ː/, /u͍ː/, and /ɑ͍ː/ respectivament, i són arrodonides parcialment.
Al dialecte Todos Santos l'estructura vocàlica és una mica diferent. Mentre /o/, /a/, i /u/ es mantenen igual que altres varietats, /e/ curta esdevé el diftong /ɛi/, aquí es pot sentir un exemple en àudio: Endemés, les vocals llargues (distingides doblant les lletres) s'han convertit en sons separats per complet. /aː/ llarga ha esdevingut /ɒ/, /oː/ llarga ha esdevingut /øː/ i /uː/ llarga ha esdevingut /yː/.

### Consonants
El mam té 27 consonants, incloses les glotals:
|            |              |            | Bilabial  | Alveolar      | Postalveolar  | Retroflex     | Palatal | Velar   | Velar        | Uvular | Glotal |
| Normal     | Palatalizada |            | Bilabial  | Alveolar      | Postalveolar  | Retroflex     | Palatal |         |              | Uvular | Glotal |
| ---------- | ------------ | ---------- | --------- | ------------- | ------------- | ------------- | ------- | ------- | ------------ | ------ | ------ |
| Oclusiva   | Normal       | Normal     | p /p̪ʰ~ɸʰ/ | t /tʰ/        |               |               |         | k /kʰ/  | ky /kʲ~kɕʰ/  | q /qʰ/ | ' /ʲʔ/ |
| Oclusiva   | Ejectiva     | Ejectiva   |           | t' /tʼ~ɗ/     |               |               |         | k' /kʼ/ | ky'/kʲʼ~kɕʼ/ | q' /ʛ/ |        |
| Oclusiva   | Implosiva    | Implosiva  | b' /ɓ/    |               |               |               |         |         |              |        |        |
| Nasal      | Nasal        | Nasal      | m /m/     | n /n/         |               |               | ny/ɲ/   | n /ŋ/   |              |        |        |
| Fricativa  | Fricativa    | Fricativa  | w /v/     | s /s/         | xh /ʃ/        | x /ʂ~ʐ/       |         |         |              | j /χ/  |        |
| Africada   | Normal       | Normal     | b /β/     | tz /t͡sʰ/      | ch /t͡ʃʰ/      | tx /ʈ͡ʂʰ/      |         |         |              |        |        |
| Africada   | Ejectiva     | Ejectiva   |           | tz' /t͡sʼ~dzʼ/ | ch' /t͡ʃʼ~dʒʼ/ | tx' /ʈ͡ʂʼ~ɖʐʼ/ |         |         |              |        |        |
| Bategant   | Bategant     | Bategant   |           | r /ɾ/         |               |               |         |         |              |        |        |
| Aproximant | Aproximant   | Aproximant | w /ʋ/     | l /l~ɺ/       |               |               | y /j/   | w /w/   |              |        |        |